# Луг (Курська область)
Луг  (рос. Луг) — хутір в Пристенському районі Курської області Російської Федерації.
Населення становить 195 осіб. Входить до складу муніципального утворення Нагольненська сільрада.

## Історія
Населений пункт розташований на території українського етнічного та культурного краю Східна Слобожанщина.
Від 2004 року входить до складу муніципального утворення Нагольненська сільрада.

## Населення
| 2002 | 2010 |
| ---- | ---- |
| 290  | ↘195 |